# Thesh
Thesh a fost faraon (predinastic) al Egiptului antic. 